# Cratere Marzhan
Marzhan  è un cratere sulla superficie di Venere.